# Hendrikje van Andelová-Schipperová
Hendrikje van Andelová-Schipperová (29. června 1890 Smilde – 30. srpna 2005 Hoogeveen) byla nejstarší žijícím člověkem s úředně potvrzeným datem narození na světě od 29. května 2004 do své smrti a zároveň nejstarším nizozemským občanem všech dob.
Narodila se jako nedonošené a churavéjící dítě v roce 1890 ve vesnici Smilde v provincii Drenthe na severovýchodě Nizozemska. Vzhledem k chatrnému zdraví v dětství ji namísto školní docházky vzdělával doma její otec, ředitel místní školy. Hendrikje Schipperová pracovala jako učitelka ručních prací a až do svých 47 let žila s rodiči, poté se přestěhovala do Amsterdamu, kde poznala svého muže. Za druhé světové války manželé přesídlili do Hoogeveenu. Její muž Dick van Andel zemřel na rakovinu v roce 1959. Ovdovělá Hendrikje se až do 106 let o sebe starala téměř sama, ale poté odešla do domova pro seniory, kdy byla vášnivou příznivkyní fotbalového klubu Ajax Amsterdam (celkem fandila tomuto týmu sedmaosmdesát let). Zemřela dne 30. srpna 2005 ve věku 115 let a 62 dní. Nejstarším žijícím člověkem na Zemi tak zůstala Elizabeth Boldenová z Memphisu v americkém státě Tennessee.